# Хълк Хоган
Тери Джийн Болеа (на английски: Terry Gene Bollea), по-известен като Хълк Хоган (Hulk Hogan), е американски кечист и актьор.

## Кариера
Тери Джийн Болеа е роден в Огъста, е третото дете на италиано-американеца Пит Болеа и Рут Болеа. На младини, Тери Болеа е забележителен в младежката бейзболна лига и също така десет години свирил на бас китара в няколко рок банди. Много от кечистите са го посещавали в баровете, където е свирил.
Впечатляващият физически ръст на Болеа хваща вниманието на бившия кечист Джек Бриско и неговия брат Джералд, и двамата го убеждават да стане кечист. Болеа е почитател на кеча от детство и е нетърпелив да му дадат шанс. Той тренира за почти две години под бдителното око на легендарния кечист Хиро Мацуда, който небрежно чупи крака на Болеа през тяхната първа тренировъчна сесия.
По това време му се роди дъщерята на име Милена.
Първият професионален мач на Болеа е в Талахаси, Флорида на 19 август 1977 г. като Супер Разрушителя (The Super Destroyer) срещу кечиста Б. Брайън Блеър. Тери също така използва и други имена в ранната си кариера, включително Тери „Хълк“ Скалата (Terry „Hulk“ Boulder) и Чистото Злато (Sterling Golden). В тези години на развитие, Болеа спечели първия си шампионат в ”Националният кеч съюз на югоизточното първенство в тежка категория” (National Wrestling Alliance Southeastern Heavyweight Championships) признат в Алабама и Тенеси. Болеа ранно се изстрелва в световното първенството на Националния кеч съюз в тежка категория с носителя, обикновено разпознат като кечист номер едно през януари 1979 г., лицето на НКС Харли Рейс.
Хълк е уволнен от WWE, защото е изрекъл думата негър.
Умира в дома си на 24 юли 2025 г. от сърдечен удар.

## Хватки
- Atomic drop – Тръшване „Атомна бомба“
- Belly to back suplex – „Корем в гръб“ Суплекс
- Big boot – Големия ботуш
- Body slam – Силово тръшване
- Clothesline – Саблен удар
- Reverse chinlock – Обратен „Тилов захват“
- Vertical suplex – Вертикален (Прав) Суплекс
- DDT-ДЕ-ДЕ-ТЕ
- DDT-ДЕ-ДЕ-ТЕ (Със засилка)
- Piledriver – Сондата
- The Lesh – Леша
- Крак брадва

## Мениджъри
- Brutus Beefcake / The Disciple
- Eric Bischoff
- „Classy“ Freddie Blassie
- Miss Elizabeth
- „The Mouth of the South“ Jimmy Hart
- „Luscious“ Johnny V

## Прякори
- „The Hulkster“
- „The Hulk“
- „The Immortal“
- „Hollywood“

## Титли и награди
- World Wrestling Federation / World Wrestling Entertainment

- WWE Tag Team Championship (1 time) – with Edge
- WWF/E Championship (11 times)
- Royal Rumble (1990, 1991)
- WWE Hall of Fame (Class of 2005)

- Wrestling Observer Newsletter awards

- Feud of the Year (1986) vs. Paul Orndorff
- Most Charismatic (1985 – 1987, 1989 – 1991)
- Most Overrated (1985 – 1987, 1989 – 1991)
- Worst Worked Match of the Year (1987) vs. André the Giant at WrestleMania III
- Worst Worked Match of the Year (1996) with Randy Savage vs. Arn Anderson, Meng, The Barbarian, Ric Flair, Kevin Sullivan, Z-Gangsta, and The Ultimate Solution in a Towers of Doom match at Uncensored.
- Worst Worked Match of the Year (1997) vs. Roddy Piper at SuperBrawl VII
- Worst Worked Match of the Year (1998) vs. The Warrior at Halloween Havoc
- Worst Feud of the Year (1991) vs. Sgt. Slaughter
- Worst Feud of the Year (1995) vs. The Dungeon of Doom
- Worst Feud of the Year (1998) vs. The Warrior
- Worst Feud of the Year (2000) vs. Billy Kidman
- Best Babyface (1982 – 1991)
- Least Favorite Wrestler (1985, 1986, 1991, 1994 – 1999)
- Worst Wrestler (1997)
- Most Embarrassing Wrestler (1995, 1996, 1998 – 2000)